# قزمة الهلبة
قزمة الهلبة هي مجرة قزمة كروية تقع في اتجاه كوكبة الهلبة على مسافة تقدر بحوالي 143 الف سنة ضوئية 44 الف فرسخ فلكي من الشمس وتتحرك بعيدا عن الشمس بسرعة حوالي 98 كم / ثانية.
اكتشفت في عام 2006 في البيانات المكتسبة من مسح سلووان الرقمي للسماء. تصنف كمجرة قزمة كروية (dSph) وهذا يعني أن لها شكل بيضاوي (نسبة المحاور ~ 5: 3) نصف قطره الفعال نصف سنة ضوئية حوالي 70 فرسخ فلكي.
مجرة الهلبة القزمة واحدة من أصغر وأخفت المجرات التابعة لدرب التبانة ضياؤها الكامل يعادل حوالي 3700 مرة ضياء الشمس (وقدرها المطلق −4.1) وهذا أقل بكثير من لمعان غالبية العناقيد الكروية. ومع ذلك، كتلتها تعادل حوالي 1.2 مليون كتلة شمسية، مما يعني أن كتلة المجرة إلى نسبة الضوء حوالي 450. نسبة الكتلة إلى الضوء العالية قد تعني أن قزمة الهلبة تهيمن عليها المادة المظلمة.
جمهرة نجوم قزمة الهلبة تتكون أساسا من نجوم قديمة تشكلت قبل أكثر من 12 مليار سنة مضت. كما أن معدنية هذه النجوم القديمة منخفض جدا عند [Fe/H] ≈ −2.53±0.45 مما يعني أنها تحتوي على عناصر ثقيلة أقل بحوالي 350 مرة من الشمس. وربما كانت نجوم قزمة الهلبة من بين النجوم الأولى التي تشكلت في الكون وحاليا لا يوجد تشكل للنجوم في قزمة الهلبة. وفشلت القياسات حتى الآن في الكشف عن خط الهيدروجين في الحد الأعلى هو 43 كتلة شمسية.
تقع قزمة الهلبة في وسط تيار الرامي والذي تكون من نجوم نزعت من مجرة الرامي الإهليجية القزمة هذا الارتباط يشير إلى أن قزمة الهلبة مجرة قمرية أو عنقود نجمي قديم لمجرة الرامي الإهليجية القزمة.